# Federico Veiroj
Federico Veiroj (Montevideo, 1976) és un director, guionista i productor de cinema, conegut per dirigir els llargmetratges Acné —la seva òpera prima en llargmetratges, nominada a millor pel·lícula iberoamericana en la 23a edició dels Premis Goya— i La vida útil. És diplomat de la Llicenciatura de Comunicació de la Universitat Catòlica de l'Uruguai.
En 2010 va rebre el premi Fraternidad, atorgat per B'nai B'rith l'Uruguai El 2015 va rebre el premi Fipresci al Festival Internacional de Cinema de Sant Sebastià per El apóstata. El 2018 va rebre l'Astor de Plata del Festival Internacional de Cinema de Mar del Plata.

## Filmografia

### Com a productor i director
- 2019: Así habló el cambista
- 2018: Belmonte
- 2015: El apóstata
- 2013: Primera persona (serie documental televisiva)
- 2010: La vida útil
- 2008: Acné
- 2004: Bregman, el siguiente (curtmetratge)
- 2003: 50 años de Cinemateca Uruguaya (curt documental)

### Com a guionista
- 2015: El apóstata
- 2010: La vida útil
- 2008: Acné
- 2004: Bregman, el siguiente

### Com a actor
- 2009: Hiroshima
- 2005: Sofía (curtmetratge)
- 2001: 25 Watts
- 2000: Nico & Parker (curtmetratge)
- 1996: Víctor y los elegidos (curtmetratge)